# Thermogravimetrische analyse
Thermogravimetrische analyse (TGA) is een thermische analysemethode waarbij men het gewicht van een monster meet tijdens verhitting.

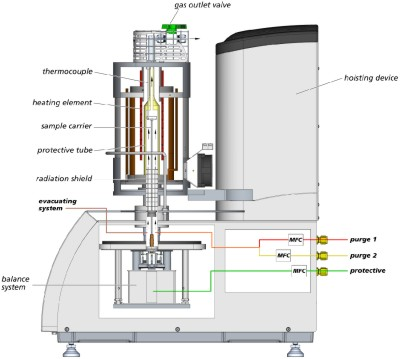
Moderne TGA-systemen worden veelal met toploading uitgevoerd zodat de vrijkomende gassen de balans niet kunnen vervuilen (bron Netzsch Geratebau)

Het principe is eenvoudig. Het monster wordt gelegd op een klein schaaltje gemaakt van een vuurvast en inert materiaal, bijvoorbeeld platina of aluminiumoxide (met een hoog smeltpunt). Het wordt gehangen aan een arm van een weegschaal en een oven wordt om het schaaltje omhooggebracht. Een thermokoppel vlak naast het schaaltje meet de temperatuur. Het gewicht in het schaaltje wordt gemeten in afhankelijkheid van de temperatuur in de oven.
Bij moderne TGA-instrumenten is de temperatuur computergestuurd en wordt het gewicht elektronisch gemeten en op gezette tijden naar de computer gestuurd. Typische temperaturen zijn tot 1000 °C. De ruimte rond het balansmechanisme en rond het monster worden meestal gespoeld met zuiver stikstofgas om oxidatie en het snelle verbranden van het monster te verkomen. Rond het monster kan ook een ander gas worden geleid, zoals helium om de warmteoverdracht naar het monster te verbeteren, of een reactief gas (bijvoorbeeld zuurstofgas) om een reactie te bewerkstelligen. De weegschaal kan beter onder stikstofgas blijven om beschadiging te voorkomen.
Het gewicht van een materiaal kan verminderen als er bijvoorbeeld een ontledingsreactie plaatsvindt met een gasvormig product dat weggespoeld wordt. Ook als het monster verdampt zal het gewicht verminderen. Bij oxidatie kan het gewicht ook toenemen. Uit de gewichtstoename of afname kan vaak afgeleid worden welke stoffen ontstaan zijn. De temperatuur waarbij een en ander plaatsvindt is vaak kenmerkend voor de stof(fen) waaruit het monster bestaat.
De temperatuuraanwijzing kan geijkt worden door een magnetisch materiaal, bijvoorbeeld nikkel, door z'n Curiepunt te programmeren in aanwezigheid van een magneet. Boven de Curietemperatuur verliest het z'n magnetisme.
Een uitbreiding van de techniek van TGA is de mogelijkheid om de uitgespoelde gassen door een spectrometer te voeren en zodoende de afbraakprodukten ( oplosmiddelen bijvoorbeeld) te identificeren.
TGA en differentiële thermische analyse (DTA) kunnen simultaan in één meetinstrument uitgevoerd worden. De simultane toepassing van TGA en DTA op een monster in één enkel meetinstrument genereert meer informatie dan de meting uitgevoerd in de afzonderlijke instrumenten. Het thermogram is eenvoudiger te interpreteren en er kan een onderscheid worden gemaakt tussen bijvoorbeeld faseveranderingen en decompositie, tussen additie- en condensatiereacties, tussen pyrolyse, oxidatie en verbrandingsreacties. Simultaan thermische analyse (STA) is beschikbaar in een temperatuurbereik van -150°C tot 2400°C.